# Taguil
Le Taguil (en russe : Тагил) est une rivière de l'oblast de Sverdlovsk, en Russie. Le Taguil est l'affluent principal de la Toura dans laquelle il conflue en rive droite. C'est donc un sous-affluent de l'Ob par la Toura d'abord, puis par le Tobol et enfin par l'Irtych.

## Géographie
Le Taguil est long de 414 km et draine un bassin de 10 100 km2. 
La rivière prend sa source dans le sud des montagnes de l'Oural, à une quarantaine de 
kilomètres au nord de Pervoouralsk, et dans un premier temps se dirige droit au nord. Elle passe ainsi un peu à l'ouest de la ville de Nijni Taguil, qui lui doit son nom. À ce niveau, un vaste réservoir a été aménagé sur la rivière (lac Nijnetaguilski (Нижнетагильский Пруд)), dans le but d'alimenter la grande ville industrielle qui compte aujourd'hui près de 400 000 habitants, et dont la puissante industrie métallurgique nécessite d'importantes quantités d'eau.
Passé cette ville, le Taguil effectue un changement brusque de direction et se dirige dès lors globalement vers l'est puis le nord-est. Il finit par se jeter dans la Toura en rive droite, aux environs de la localité de Bolotovskoïe.
La rivière est gelée depuis début novembre jusqu'à la deuxième quinzaine d'avril.

## Villes traversées
- Verkhni Taguil
- Nijni Taguil

## Affluents
- La Salda (affluent du Taguil) lui apporte ses eaux en rive droite au niveau de la petite localité de Medvedevo.

## Hydrométrie - Les débits mensuels à Trochkova
Le débit de la rivière a été observé pendant 28 ans (durant la période 1962-1989) à Trochkova, localité située à 80 kilomètres en amont de son confluent avec la Toura . 
Le débit inter annuel moyen ou module observé à Trochkova sur cette période était de 33,9 m3/s pour une surface de drainage de 7 920 km2, soit plus ou moins 78 % du bassin versant de la rivière. La lame d'eau écoulée dans ce bassin versant se monte ainsi à 135 millimètres par an, ce qui doit être considéré comme assez modéré.
Rivière alimentée en partie par la fonte des neiges, le Taguil est un cours d'eau de régime nivo-pluvial qui présente globalement deux saisons. 
Les hautes eaux se déroulent du printemps au début de l'automne, du mois d'avril au mois d'octobre. On observe annuellement un double sommet du débit. Le premier, le plus important, se déroule en avril et en mai et correspond au dégel et à la fonte des neiges de son bassin. Le second, de faible ampleur, a lieu au mois d'octobre et est lié aux précipitations automnales.
Dès le mois de novembre, le débit de la rivière baisse rapidement, ce qui mène à la période des basses eaux. Celle-ci a lieu de décembre à mars inclus. 
Le débit moyen mensuel observé en février (minimum d'étiage) est de 9,52 m3/s, soit 9,5 % du débit moyen du mois d'avril (100 m3/s), ce qui montre l'amplitude, assez modérée pour la Sibérie, des variations saisonnières. Sur la durée d'observation de 28 ans, le débit mensuel minimal a été de 5,38 m3/s en janvier 1977, tandis que le débit mensuel maximal s'élevait à 258 m3/s en mai 1987.
En considérant la seule période estivale, libre de glaces (d'avril à octobre inclus), le débit mensuel minimal observé a été de 7,88 m3/s en octobre 1977.